# Scalp

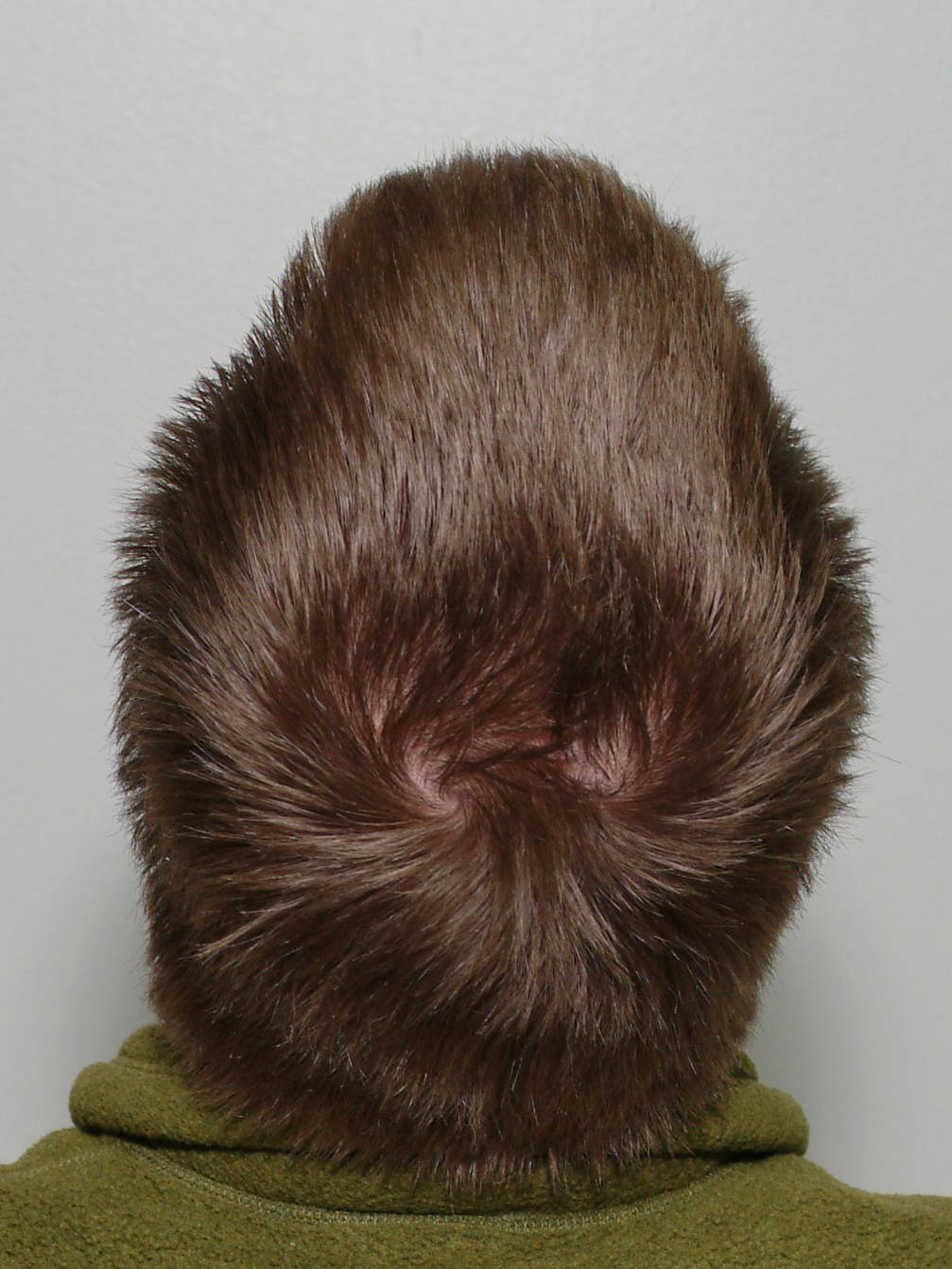
Scalp

Scalpul este acea parte a capului delimitată de față și de partea din spate a gâtului. În general scalpul este acoperit cu păr.
A lua scalpul cuiva a reprezentat un simbol al victoriei în diverse culturi, în special în America de Nord.